# زیبایی درون (مجموعه تلویزیونی)
زیبایی درون (کره‌ای: 뷰티 인사이드؛ انگلیسی: The Beauty Inside) یک مجموعه تلویزیونی کره جنوبی سال ۲۰۱۸ بر پایه فیلم سال ۲۰۱۵ با همین نام است و سو هیون جین، لی مین کی، لی دا هی و آن جه هیون در آن بازی کردند. این فیلم از ۱ اکتبر تا ۲۰ نوامبر ۲۰۱۸، روزهای دوشنبه و سه‌شنبه ساعت ۲۱:۳۰ (کی‌اس‌تی) از جی‌تی‌بی‌سی برای ۱۶ قسمت پخش شد.

## بازیگران

### اصلی
- سو هیون جین در نقش هان سه گِه
- لی مین کی در نقش سو دو جه
- لی دا هی در نقش کانگ سا را
- آن جه هیون در نقش ریو اون هو